# Arvo Haavisto
Arvo Jaakko Haavisto (* 7. Januar 1900 in Ilmajoki; † 22. April 1977 ebenda) war ein finnischer Ringer.

## Werdegang
Arvo Haavisto begann nach 1918 in Illmajoki mit dem Ringen. Zunächst startete er, wie in Europa üblich, im griechisch-römischen Stil, stellte sich aber schon bald ganz auf den freien Stil um. Mit einem dritten Platz im Weltergewicht bei den finnischen Meisterschaften im freien Stil im Jahre 1923 taucht er erstmals in einer Siegerliste bei einer wichtigen Ringerkonkurrenz auf. Im Jahre 1924 wurde er finnischer Vizemeister im Weltergewicht und wurde für die Olympischen Spiele desselben Jahres in Paris für das Leichtgewicht nominiert. Obwohl es sich dabei um die erste internationale Meisterschaft handelte, an der er teilnahm, gewann Haavisto die Bronzemedaille.
Auch bei den Olympischen Spielen 1928 in Amsterdam war er am Start und war noch erfolgreicher als 1924, denn er wurde Olympiasieger im Weltergewicht.
Zwischen 1924 und 1928 fanden keine internationalen Meisterschaften im freien Stil statt. Arvo hatte in diesen Jahren also keine weiteren Startmöglichkeiten bei solchen Meisterschaften. Als ab 1929 Europameisterschaften im freien Stil durchgeführt wurden, war Arvo Haavisto nicht mehr dabei. Er startete zwar noch bei einigen Veranstaltungen in Skandinavien, trat aber bald zurück und wurde Trainer.
Die Ergebnisse der Meisterschaften, die er bestritt, sind in den folgenden Abschnitten nachzulesen.

## Internationale Meisterschaften
(OS = Olympische Spiele, F = Freistil, GR = griechisch-römischer Stil, Le = Leichtgewicht, im freien Stil bis 66 kg, im griechisch-römischen Stil bis 67,5 kg Körpergewicht, We = Weltergewicht, bis 72 kg Körpergewicht, Mi = Mittelgewicht, bis 79 kg Körpergewicht)
- 1924, Bronzemedaille, OS in Paris, F, Le, mit Siegen über A. Corti, Schweiz, Alfred Praks, Estland, Emile Pouvroux, Frankreich, W. Montgomery, Kanada, Peter Eriksen, Norwegen und G. Gardiner, Großbritannien und Niederlagen gegen Volmar Vikström, Finnland und Russell Vis, USA;
- 1927, 2. Platz, Intern. Turnier in Helsinki, GR, Mi, hinter Fritz Bräun, Deutschland, vor Poikkala, Finnland
- 1928, Goldmedaille, OS in Amsterdam, F, We, mit Siegen über Lloyd Appleton, USA, T. Morris, Australien und Jean Jourlin, Frankreich

## Finnische Meisterschaften
- 1923, 3. Platz, F, We, hinter Vainö Penttala und Volmari Vikström,
- 1924, 2. Platz, F, We, hinter Volmari Vikström und vor Yrjö Haavisto,
- 1925, 1. Platz, GR, Le, vor Emil Hakanpää und A. Ollikainen,
- 1925, 1. Platz, F, We, vor Toivo Huikku und V. Heino,
- 1926, 1. Platz, F, Mi, vor A. Kilpiö und J. Törmi,
- 1927, 1. Platz, F, We, vor Edvard Westerlund und Jaakko Filppula